# François Ponsard
Pour les articles homonymes, voir Ponsard.
François Ponsard est un poète et auteur dramatique français, né à Vienne (Isère) le 1er juin 1814 et mort à Paris 16e le 7 juillet 1867.

## Biographie
Fils d'un avoué, il se destinait au barreau, lorsque, attiré par la poésie, il débuta par la traduction en vers de Manfred de Lord Byron. En 1843, il publia sa première tragédie en vers, Lucrèce, qui fut représentée à l'Odéon, le 22 avril, jouée par Marie Dorval et y fut acclamée comme une restauration littéraire face au romantisme, peu après que Les Burgraves eurent été sifflés. La même année il devient membre titulaire de l'académie des Sciences, Belles-Lettres et Arts de Lyon. En 1845 il reçut d'ailleurs un prix de l'Académie française qui voulait s'opposer à la vague du romantisme. Il n'en adopta pas moins la liberté de cette école contre les unités de temps et de lieu, mais en s'efforçant de revenir à un style plus sobre. Le talent de Rachel, la plus grande actrice de son temps, le servit beaucoup.
En 1846, son second ouvrage Agnès de Méranie, que l'on prétendit supérieur à Lucrèce, n'obtint pourtant pas le même succès. En 1853, il donna Charlotte Corday, tragédie dont l'idée lui fut suggérée par la publication de l'Histoire des Girondins de Lamartine. Il est élu membre de l'Académie française en 1855.
Sans enthousiasme, il se rallia au Second Empire et reçut la charge de la bibliothèque du Sénat, poste auquel il renonça bientôt. En 1866, Ponsard, déjà gravement malade, donnait au Théâtre-Français son chef-d'œuvre dramatique Le Lion amoureux, tableau des mœurs et de l'état politique de la France sous le Directoire. Trois mois avant sa mort, en 1867, fut représentée sa dernière œuvre dramatique Galilée, qui est aussi sa plus mauvaise et qui suscita, du fait de son sujet, une violente opposition de la part du parti clérical.
Ponsard est également l'auteur d'une tragédie avec des chœurs : Ulysse (1852), où il s'est efforcé de reproduire exactement, et, pour ainsi dire, littéralement, la poésie d'Homère.
Entre 1850 et 1860, Ponsard obtint plusieurs succès dans la comédie de mœurs. En 1853, la fureur de spéculation qui régnait alors lui inspira une grande comédie en cinq actes et en vers, l'Honneur et l'Argent. Refusée par la Comédie-Française, cette pièce fut jouée à l'Odéon, où elle obtint un immense succès. Quelques années plus tard, La Bourse, une satire plus qu'une comédie, s'en prend aux rapacités et aux convoitises que produit la soif de l'or. Elle brosse un portrait des courtiers, des agioteurs, des tripoteurs de la Bourse. En 1860, une sorte de trilogie dramatique en prose et en vers : Ce qui plaît aux femmes, qui prétendait peindre les misères sociales et la corruption qui les exploite, fut très mal accueillie du public.
Ponsard est l'auteur d'un vibrant poème-repoussoir de la guerre : Je voudrais voir les gens qui poussent à la guerre sur un champ de bataille.
Il est inhumé au cimetière de Pipet à Vienne.
Un collège de sa ville natale porte son nom et une statue due à Claude Grange rappelle son souvenir boulevard Eugène-Arnaud à Vienne également. En 1904, la rue François-Ponsard (16e arrondissement de Paris) est nommée en son honneur.

## Œuvres principales

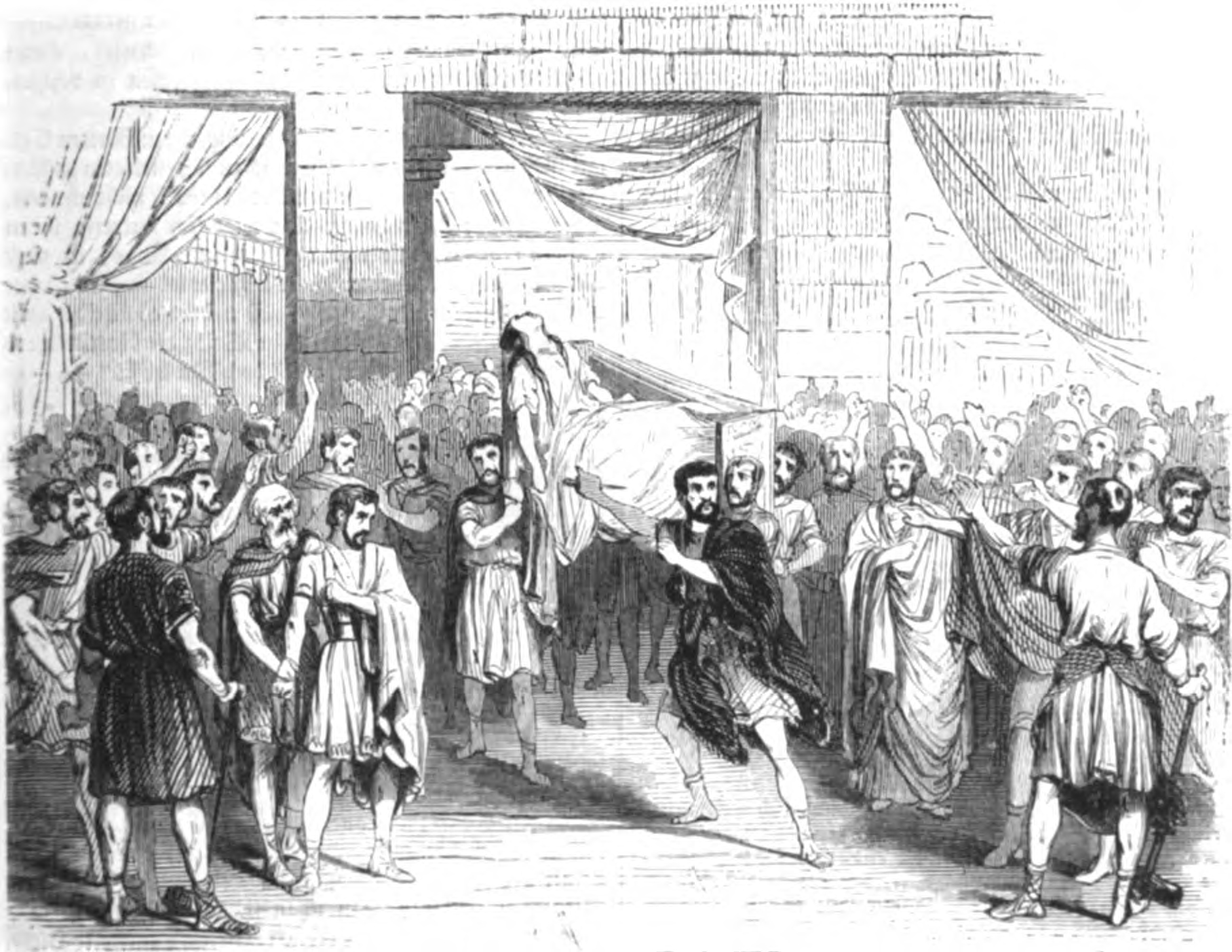
Dernière scène de Lucrèce (1843)

- Lucrèce (1843)
- Agnès de Méranie (1846)
- Charlotte Corday (1850)
- Ulysse (1852)
- L'Honneur et l'Argent (1853)
- Le Lion amoureux (1866)
- Galilée (1867)

## Ouvrages le citant
- Jules Verne, Paris au XXe siècle page 169 chez Hachette (Cherche Midi), préface de Piero GONDOLO della RIVA, édition 10/1994
- A acte III,scène 5 dans la tragédie « l'honneur et l'argent » on trouve le vers suivant :

Quand la borne est franchie, il n'est plus de limite 

Et la première faute aux fautes nous invite
Le premier de ces deux vers est très souvent cité toutes les fois où l'on veut mettre en garde contre une décision qui risque d'en entraîner une autre.
- Paul Verlaine, Parallèlement - Laeti et errabundi, vers 19 et 20 : "Puisque quand la borne est franchie / Ponsard ne veut plus de limite".
- Gustave Flaubert, Bouvard et Pécuchet - Dictionnaire des idées reçues - Catalogue des opinions chic : "PONSARD. Seul poète qui ait eu du bon sens" ; Bouvard et Pécuchet - Dictionnaire des idées reçues - Extraits d'auteurs célèbres : "Périphrases imbéciles : Je trouverais mauvais qu'une fille peu sage vécût avec un homme avant le mariage (PONSARD. Traduction d'Homère)" ; Bouvard et Pécuchet - Dictionnaire des idées reçues - Extraits d'auteurs célèbres : "Jocrisses : Quand la borne est franchie, il n'est plus de limites. PONSARD".
- Victor Klemperer, dans LTI, la langue du IIIe Reich, chapitre 10, parle de Charlotte Corday comme étant une tragédie "qui eut longtemps une renommée mondiale [...] mais qui tomba ensuite (très injustement) dans le mépris et l'oubli".